# Статут Ради Європи
Статут Ради Європи (також відомий як Лондонський договір (1949) ), підписаний 5 травня 1949 року,  створив  Раду Європи, як міжнародну організацію, відкриту для всіх європейських держав, яка присвятила себе «прагненню до миру, заснованого на справедливості та міжнародному співробітництві».  Статут визначає керівні принципи організації – дотримання прав людини, демократії та верховенства права, – а також повноваження та функціонування її двох статутних органів – Комітету міністрів та Парламентської асамблеї .
У 1949 році першими підписантами  були Бельгія, Данія, Франція, Ірландія, Італія, Люксембург, Нідерланди, Норвегія, Швеція та Велика Британія. На сьогоднішній день  Статут підписали та ратифікували 46 європейських держав.  
Не є членами такі країни,  як : Білорусь, Казахстан та Ватикан ( Святий Престол ). 
Росію було виключено з Ради Європи 16 березня 2022 року, після 26 років членства. Вона є  єдина країна, яку виключали в історії Організації — через її агресію проти України та вторгнення до держави-члена, що вважається крайнім порушенням Статуту. 
Договір був зареєстрований в Організації Об'єднаних Націй 11 квітня 1951 року під номером договору I:1168, том 87, сторінка 103. 

## Зовнішні посилання
- Статут Ради Європи